# Haplodendron buzwilsoni
Haplodendron buzwilsoni is een pissebed uit de familie Haplomunnidae. De wetenschappelijke naam van de soort is voor het eerst geldig gepubliceerd in 2003 door Just.